# Andrea Schlemmer
Andrea Schlemmer (* 8. Februar 1990) ist eine ehemalige deutsche Fußballspielerin. Von 2003 bis 2011 kam sie für den FC Bayern München als Torfrau in fünf Spielklassen zum Einsatz. Mit dem Saisonende 2010/11 beendete sie ihre Karriere.

## Karriere

### Vereine
Schlemmer begann zehnjährig beim SC Baierbrunn im gleichnamigen Ort im oberbayerischen Landkreis München gemeinsam mit Jungen mit dem Fußballspielen und wechselte drei Jahre später in die Jugendabteilung des FC Bayern München. Als B-Jugendspielerin bestritt sie 41 Punktspiele in der Bayernliga Süd.
Vom 24. September 2006 bis 12. Mai 2007 absolvierte sie fünf Punktspiele für die zweite Mannschaft in der Bayernliga und vom 7. Oktober 2007 bis 29. März 2009 13 Punktspiele in der Regionalliga Süd.
Mit dem Aufstieg in die 2. Bundesliga Süd 2009 folgten in der Zeit vom 27. September 2009 bis 1. Mai 2011 28 Einsätze in dieser. Am 10. Juni 2007 (22. Spieltag) debütierte sie – in der 68. Minute für Stefanie Wewerka als Feldspielerin eingewechselt – in der Bundesliga als der FC Bayern München im Heimspiel mit 1:2 gegen den TSV Crailsheim verlor. 2007 und 2008 folgte jeweils ein weiterer Einsatz und 2010 deren zwei in der höchsten deutschen Spielklasse.

## Erfolge
- Bundesliga-Cup-Siegerin 2011
- Regionalliga-Meister 2009 und Aufstieg in die 2. Bundesliga
- Zweite der B-Jugendmeisterschaft 2007

## Sonstiges
Schlemmer ist gelernte Sport- und Fitnesskauffrau.